# Philipp Conrad Fabricius
Philipp Conrad Fabricius, né le 2 octobre 1714 à Butzbach (Allemagne) et mort le 19 juillet 1774 à Helmstedt, est un médecin, pharmacien, botaniste et professeur d'université allemand.

## Biographie
Philipp Konrad Fabricius naît en 1714 à Butzbach, dans le Wetterau. Il étudie la médecine à Gießen et à Strasbourg. C'est à Gießen qu'il obtient son doctorat en médecine en 1738. Il exerce ensuite brièvement la médecine à Butzbach avant de retourner à Gießen, où il obtient l'autorisation d'enseigner. En 1748, il reprent le poste de son père, mort en 1747, qui avait été médecin de justice à Butzbach. En 1748, il est nommé professeur d'anatomie, de physiologie et de pharmacie à l'université de Helmstedt, université régionale de la principauté de Brunswick-Wolfenbüttel. Il y enseigne jusqu'à sa mort en 1774. En 1750, le duc Charles Ier de Brunswick-Wolfenbüttel le nomme conseiller à la cour. À partir de 1751, Fabricius est membre de l'Académie Léopoldine (numéro d'immatriculation 568). Après la mort de Lorenz Heister en 1758, Fabricius prend la direction du nouveau jardin botanique de l'université de Helmstedt créé par ce dernier. Avec cette tâche, l'accent de ses publications change, passant de la médecine à des sujets botaniques et pharmaceutiques. La description des plantes du jardin médical de l'université de Helmstedt, publiée en 1759, est considérée comme son œuvre principale. Ses publications médicales comprennent un manuel d'anatomie (1741), un recueil des observations anatomiques et pathologiques faites entre 1754 et 1759 (1759) et un recueil d'expertises médico-légales de la faculté de médecine (1754 et 1760).
Fabricius possédait une collection de libellules qui est considérée comme perdue. Il s'est également occupé de l'étude des mousses et fait donc partie des bryologues.
Fabricius meurt en juillet 1774, à l'âge de 59 ans, à Helmstedt, où il possédait deux maisons (Ziegenmarkt 12 et Schuhstraße 16). Georg Rudolph Lichtenstein (de) lui succède à la chaire de médecine.

## Publications
- (la) Idea anatomiae practicae, 1741.
- (la) Commentatio historico-physico-medica de Animalibvs, Qvadrvpedibvs, Avibys, Amphibiis, Piscibvs et Insectis Wetteraviæ indigenis [« Projet historique, physique et médical sur les animaux, quadrupèdes, oiseaux, amphibiens, poissons et insectes indigènes de la Wetterau »], 1749.
- (la) Sylloge observat. anatom. etc., 1759.
- (la) Enumeratio methodica plantarum horti medici Helmstadiensis [« Une énumération méthodique des plantes du jardin médical de Helmstedt »], Helmstedt, Verlag Drimborn, 1759 (lire en ligne)
- (de) Responsorien und Sectionsberichte, vol. 2 Sammlungen, Helmstedt, 1754 et 1760 ; 2e ed. halle, 1772.